# PlateCulture
O PlateCulture é uma plataforma chinesa de economia do compartilhamento que permite que os clientes comam na casa de um anfitrião local. O site foi fundado pelos empresários lituanos Reda Stare e Edvinas Bartkus. Foi lançado em 2013, com o foco em turistas e moradores do sudeste da Ásia, mas, mais especificamente e detalhadamente e, inicialmente, em Hong Kong, China e, posteriormente, em mais de 30 países ao redor do mundo.
Atualmente, oferece dois aplicativos móveis para usuários de Android e de iPhone, bem como plataforma baseada na Internet.
O PlateCulture permite que os hosts listem suas cozinhas através do site e convidados para fazerem reservas para jantar no restaurante da casa de um anfitrião. Ambas as partes deixam uma revisão sobre sua experiência. Em novembro de 2015, a BBC observou o impacto positivo da plataforma nas oportunidades de aprendizagem de idiomas entre moradores e viajantes.
Em setembro de 2015, a jornalista da revista VICE, Lauren Razavi, descreveu a PlateCulture como "uma startup asiática que é essencialmente a Airbnb de alimentos" em uma reportagem sobre um chef persa que dirige um restaurante caseiro em Kuala Lumpur através da plataforma.
Atualmente, o mecanismo de pesquisa do PlateCulture é baseado em 30 países, mais a região administrativa chinesa Hong Kong, e uma busca através de data (fim de semana, dia de semana ou escolha livre - dia qualquer). Posteriormente, há diversos tipos de comidas e refeições, seus nomes e quem as fez, sendo baseadas em avaliações, críticas e comentários feitos por usuários, e seus respectivos preços por pessoa. Também pode-se filtrar as buscas, para facilitar a busca da pessoa em encontrar a sua melhor refeição e local. Deste mesmo modo, há, dentro de cada refeição, uma explicação da culinária feita e a possibilidade de contactar o chef que a realizou e a posterior marcação de um dia, a quantidade de pessoas a ir, o local e o nome.